# Cicada (personaggio)
Cicada è un super criminale immaginario della DC Comics. Comparve per la prima volta in The Flash vol. 2 n. 171 (aprile 2001).

## Biografia del personaggio
Durante una tempesta da qualche parte all'inizio del XX secolo, David Hersch uccise sua moglie. Deplorando ciò che fece, cercò di suicidarsi, ma fu colpito da un fulmine prima di poter fare la sua mossa... ed ebbe una visione: fu scelto per vivere per sempre, e nello stesso modo, avrebbe riportato sua moglie in vita.
Hersch riuscì a trasferire l'energia vitale di una persona in sé stesso per mantenersi in vita. Facendosi chiamare Cicada, cominciò ad accumulare seguaci, inclusa Magenta, cercando il piano perfetto e il tempo giusto per riportare in vita sua moglie. Tuttavia, lui e i suoi seguaci dovettero affrontare un dilemma: per realizzare la sua visione di immortalità, doveva sacrificare le vite altrui; come avrebbe potuto giustificarlo? Certamente i suoi seguaci avrebbero offerto la propria vita per lui, ma sarebbe stato sufficiente per resuscitare la sua amata?
Quindi giunse la risposta: Cicada venne a conoscenza di Flash (Wally West), e vide in lui un fratello colpito da un fulmine. Non solo, Flash salvava le vite delle persone. Qui vi erano delle persone che, senza l'interferenza di Flash, sarebbero morte comunque, e nella mente di Cicada, poteva prendere le loro vite con la coscienza pulita.
Con l'avvicinarsi del giorno propizio, Cicada inviò i suoi seguaci per Keystone City, che armati di pugnali andavano in giro a raccogliere energia vitale, uccidendo coloro che Flash aveva salvato. Gli omicidi ricoprirono le forze di polizia, e Flash fu tenuto occupato da Magenta, che finalmente lo catturò e lo portò in un santuario perché potesse essere presente alla resurrezione. Cicada riuscì nel suo intento, brevemente, nel riportare sua moglie in vita, ma lei rivelò a tutti ciò che David aveva fatto. Flash riuscì a liberarsi, e nel combattimento conseguente con Cicada riuscì a liberare le energie vitali catturate dai suoi seguaci.
Ora, Cicada risiede a Iron Heights, vivendo una vita semplice di contemplazione e preghiera. Naturalmente, ebbe una scappatoia: durante una battaglia, uccise il Detective Morillo con il suo pugnale, donando al poliziotto i poteri di guarigione... e stabilendo una sorta di presa su di lui.

## Poteri e abilità
Cicada possiede l'abilità di rubare l'energia vitale degli altri esseri viventi e la utilizza per prolungare la sua esistenza e rigenerare i danni fisici. Utilizza pugnali provvisti di elsa capaci di assorbire la forza vitale delle sue vittime al fine di resuscitare i morti. In più, Cicada è un immortale e non può morire.

## In altri media
Nella quinta stagione di The Flash appaiono più versioni di Cicada:
- Orlin Dwyer, interpretato da Chris Klein. Diversamente dalla controparte cartacea, quest'uomo riceve i suoi poteri e il suo pugnale dopo che è stato colpito da un frammento del satellite del Pensatore. I suoi poteri includono super forza, alta tolleranza al dolore, e il controllo telecinetico sul suo pugnale, che può creare campi di forza, e annullare i poteri dei meta-umani che vi entrano a contatto. Nello stesso incidente del satellite viene colpita anche sua nipote Grace Gibbons da una scheggia del satellite, ed entra in coma. Come Cicada, Dwyer decide di sterminare tutti i meta-umani, colpevoli secondo lui della morte della sorella e di ciò che è accaduto a sua nipote. Dwyer è l'antagonista principale per la maggior parte della stagione, finché decide di prendere la cura per meta-umani creata ai Laboratori S.T.A.R., creata per curare anche Grace.
- Grace Gibbons, conosciuta anche come "Cicada II", interpretata da Sarah Carter. Dopo che Orlin viene curato, una Grace adulta appare dopo aver viaggiato nel tempo dal futuro in cui lei continua e porta avanti la missione di suo zio. Condivide con lui gli stessi poteri e in più può manipolare la materia oscura circostante. Decide di diventare Cicada dopo aver ascoltato più volte Orlin durante il coma, ma dopo aver scoperto che suo zio ha deciso di non portare avanti il suo piano, lo uccide. Decide inoltre di attuare un piano per usare la cura per meta-umani dai Laboratori S.T.A.R. in modo da uccidere tutti i meta-umani contemporaneamente. Verrà sconfitta quando Barry Allen distrugge il suo pugnale usando una "pistola-specchio", cancellandola dall'esistenza.
- David Hersch, interpretato da Chris Webb. Questa è la versione originale del personaggio, facente parte della linea temporale originale prima che Nora la modificasse tornando indietro nel tempo. Viene descritto da Sherloque Wells come un nemico temibile, che neanche Green Arrow, Supergirl e le Leggende sono riusciti a sconfiggere; infatti, egli esiste su ogni Terra del multiverso, e Sherloque lo ha catturato su ben 37 Terre differenti. Dopo che Orlin Dwyer è diventato Cicada, Hersch viene ricercato dalla polizia come terrorista esperto di bombe.